# Búzahely
Búzahely (korábban Beznócz, szlovénül: Beznovci) falu Szlovéniában, Muravidéken, Pomurska régióban. Közigazgatásilag Battyándhoz tartozik.

## Fekvése
Muraszombattól 15 km-re északnyugatra, a Ravensko (Revence) területén a Gradski-patak partján fekszik. Két fő részből, Ó- és Új-Beznócból áll.

## Története
Első írásos említése 1366-ből való "Beznouch" néven. 1365-ben Széchy Péter fia Miklós dalmát-horvát bán és testvére Domonkos erdélyi püspök kapták királyi adományul és cserébe a Borsod vármegyei Éleskőért, Miskolcért és tartozékaikért Felsőlendvát és tartozékait, mint a magban szakadt Omodéfi János birtokát. A település a későbbi századokon át is birtokában maradt ennek családnak. Az 1366-os beiktatás alkalmával részletesebben kerületenként is felsorolják az ide tartozó birtokokat, melyek között a falu "Beznouch in districtu Waralyakunriky" alakban (azaz a váraljakörnyéki kerülethez tartozó Beznóc) szerepel. 1685-ben Széchy Katalinnal kötött házassága révén Nádasdy Ferenc birtoka lett és később is a család birtoka maradt.
Vályi András szerint " BEZNÓCZ. Beznovczi. Elegyes falu Vas Vármegyében, földes Ura Gróf Nádásdy Uraság, lakosai katolikusok, többnyire síkos határja van, ’s szomszédságban fekszik Stájer Ország szélével, szőleje, réttyei jók, fája legelője elég, keresettye fa hordással Stájer Országba, első Osztálybéli."
Fényes Elek szerint " Beznocz, vindus falu, Vas vgyében, 8 kath., 83 evang. lak. F. u. gr. Nádasdy. Ut. postája Radkersburg."
Vas vármegye monográfiája szerint " Buzahely, 38 házzal és 193 vend lakossal. Vallásuk r. kath. és ág. ev. Postája Radóhegy, távirója Muraszombat. Házi iparuk a fonás, szövés és vékakötés."
1910-ben 190, túlnyomórészt szlovén lakosa volt. A trianoni békeszerződésig Vas vármegye Muraszombati járásához tartozott. 1919-ben átmenetileg a de facto Mura Köztársaság része lett, majd a Szerb–Horvát–Szlovén Királysághoz csatolták, ami 1929-től Jugoszlávia nevet vette fel. A falu önkéntes tűzoltóegylete 1923-ban alakult. 1941-ben átmeneti időre ismét Magyarországhoz tartozott, 1945 után visszakerült jugoszláv fennhatóság alá. 1991 óta a független Szlovénia része. 2002-ben 174 lakosa volt.

## Nevezetességei
Szent Flórián tiszteletére szentelt kápolnája.